# YOLO
「YOLO」（ヨロ）は、「人生は一度きり」を意味する英語の語句「you only live once」を短縮した頭字語。2012年にカナダのラッパーであるドレイクがリリースしたヒット・シングル「The Motto」をきっかけとして、広く用いられるインターネットスラングとなった。この言葉は、今この瞬間を最大限に活かすべきであり、その後に起きるかもしれないことを心配し過ぎるな、といった見解を表明するものである。

## 出現
オックスフォード大学出版会によると、この語句や、そのような感覚は、何十年も前から存在していたといい、遅くとも1996年には、グレイトフル・デッドのドラマーだったミッキー・ハートと、彼の妻キャリル・オーバック (Caryl Orbach) が、自分たちの持つ牧場の名に用いていたとされ、「（彼らの）当時の考えを丸ごと ([their] whole mindset at the time)」表したものだったという。
テレビのリアリティ番組シリーズ『Average Joe』の参加者であったアダム・メッシュは、2000年代はじめに、「YOLO」ブランドの服や装身具を制作し、販売していた。
2012年には、この語句はグラフィティに描かれたり、Twitterのハッシュタグとして広まり、悪戯やタトゥーのネタとなり、音楽、テレビ番組、商品類などにも用いられた。
この頭字語を広めたのは、カナダのラッパーであるドレイクで、彼はアメリカ合衆国のラッパーであるリック・ロスとともにミックステープを共作した「YOLO」と題された曲のリリースを計画していた。このミックステープの宣伝のため、「YOLO」という語句は、2011年11月29日にリリースされた「The Motto」をはじめ、彼らの様々なトラックに、目立つ形で盛り込まれ、テープの販売促進が目指された。こうした語句の使用が、目立った形の広く共有された口語表現へと、この言葉を昇華させていったと言われている。2012年の遅い時期には、ドレイクは「YOLO」という表現の使用にロイヤルティーが欲しいという願望を表明し、これは、この表現や、彼の曲の歌詞を書き込んだ商品類が数多く生み出され、ウォルグリーンやメイシーズといった小売店などでも広く扱われるようになっていたためであったが、いずれにせよ、彼がこの言葉について商標権をもっているわけではなかった。
ヒップホップの専門雑誌『Da South』が報じたところによると、ラッパーのレクレーは、2012年の曲「No Regrets」の中で、「YOLO」という表現の脱構築をやってのけたのだという。
2014年1月19日に放映された『サタデー・ナイト・ライブ』の番組冒頭のモノローグにおいて、ドレイクはこの表現のポップ・カルチャーへの取り込みについて、謝罪し、この問題がここまで大きくなるとは思っていなかった、と述べた。

## 大衆文化の中で
フロリダ州フォートローダーデールのとあるレストランが、フローズンヨーグルト事業を起こすにあたって、「YOLO」という語句を商標登録にしようとした。2010年のこうした動きを経て、2012年には商標登録がなされたが、その後2018年には登録は撤回された。
アメリカ合衆国のコメディ・トリオであるザ・ロンリー・アイランドは、2013年に「YOLO」という曲を、アダム・レヴィーンとケンドリック・ラマーの参加を得て、この言葉自体や、ライフスタイルを表すミームとしてこの言葉を扱う人々のことをパロディー化した。いくつかの国々では、「YOLO」がチャートに登場し、『Billboard Hot 100』でも最高60位まで浮上した。
2021年1月に起きたGameStopのショートスクイズの際には、Redditの「WallStreetBets」のメンバーたちは、空売りするヘッジファンドに対抗する、彼らの成功しそうもない賭けのことを、しばしば「YOLO」という表現で宣伝した。

## 反応
『ワシントン・ポスト』や『ハフィントン・ポスト』を含め、オンライン・メディアは「YOLO」を、2012年における「あなたがきっと嫌いたくなる最新の頭字語 (newest acronym you'll love to hate)」とし、「まぬけ (dumb)」だと評した。この言葉は、向こう見ずな行為との関連で使用され、批判されたが、特に注目されたのは、時速120マイル（時速190キロ）での飲酒運転が原因で亡くなる直前に、ラッパー志望のアービン・マッキネス (Ervin McKinness) がツイッター投じた「酔って120のドリフトコーナーを走る #FuckIt YOLO (Drunk af going 120 drifting corners #FuckIt YOLO.)」というツイートだった。

## 韓国における普及
2020年代の大韓民国においては、結婚して家庭を築くことを「非現実的なゴール」と捉え、そのために苦労するより、自分の好きなことにお金を使い、「人生は一度きりだから、今を思いっきり楽しもう」といった意識で贅沢品などの消費に走る若い世代の傾向が目立つようになっており、「YOLO」ないし「욜로（ヨロ、ヨーロー）」をキーワードとして、「YOLO世代」、「YOLO派」、「YOLO族」などの表現が用いられている。